# Nekovce
Nekoc en albanais et Nekovce en serbe latin (en serbe cyrillique : Нековце) est une localité du Kosovo située dans la commune/municipalité de Gllogoc/Glogovac, district de Pristina (Kosovo) ou district de Kosovo (Serbie). Selon le recensement kosovar de 2011, elle compte 3 118 habitants.

## Démographie

### Évolution historique de la population dans la localité
| 1948 | 1953 | 1961  | 1971  | 1981  | 1991  | 2011  |
| ---- | ---- | ----- | ----- | ----- | ----- | ----- |
| 794  | 885  | 1 030 | 1 386 | 1 993 | 2 688 | 3 118 |

|  |

### Répartition de la population par nationalités (2011)
En 2011, les Albanais représentaient 99,81 % de la population.